# Acacia willdenowana
Acacia willdenowana é uma espécie de leguminosa do gênero Acacia, pertencente à família Fabaceae.